# 잭 라랜

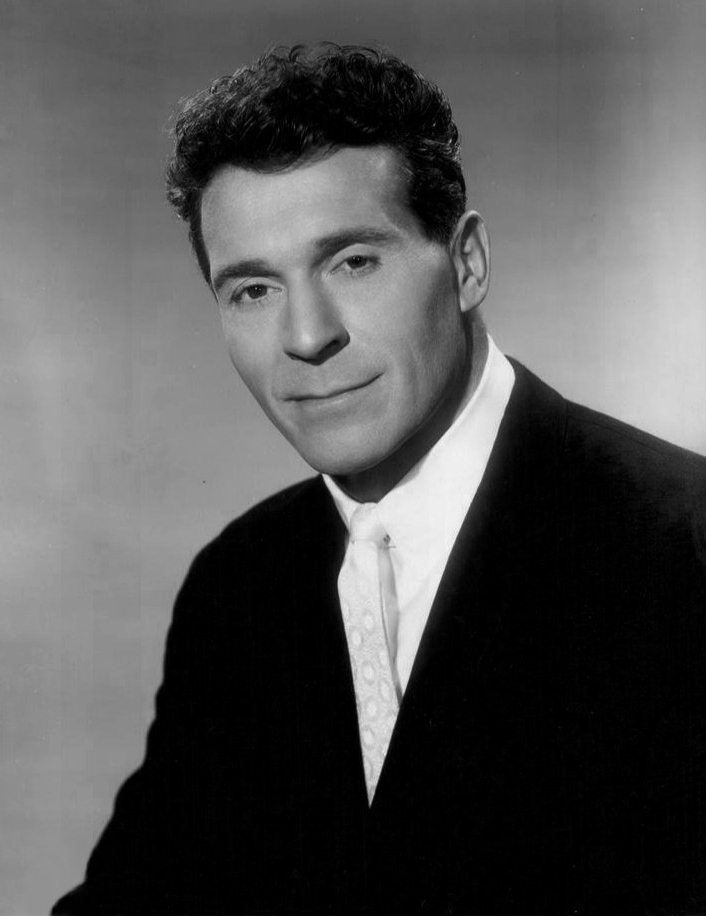
1961년 3월 모습

잭 라랜(Jack LaLanne, 본명: Francois Henri LaLanne, /ləˈleɪn/; 1914년 9월 26일 – 2011년 1월 23일)은 미국의 피트니스 및 영양 전문가이자 동기 부여 연사였다. 15세가 될 때까지 자신을 "설탕 중독자"이자 "정크 푸드 중독자"라고 표현했다. 행동 문제도 있었지만 건강 식품 선구자 폴 브래그의 좋은 영양의 이점에 대한 공개 강연을 듣고 인생을 바꿨다. 그의 경력 동안 그는 국가의 전반적인 건강이 인구의 건강에 달려 있다고 믿게 되었고 신체 문화와 영양을 "미국의 구원"이라고 언급했다.
제인 폰다 및 리처드 시먼스와 같은 유명인사들이 건강과 피트니스를 홍보하기 수십 년 전에 라랜은 이미 규칙적인 운동과 좋은 식단의 건강상의 이점을 공개적으로 설교한 것으로 널리 인정받았다. 그는 피트니스에 관한 수많은 책을 출판했으며 1951년부터 1985년까지 피트니스 TV 프로그램 더 잭 라랜 쇼(The Jack LaLanne Show)를 진행했다. 1936년에 21세의 나이에 그는 캘리포니아주 오클랜드에 미국 최초의 피트니스 체육관 중 하나를 열었다. 그의 1950년대 텔레비전 운동 프로그램 중 하나는 여성을 대상으로 했으며, 여성도 자신의 헬스 클럽에 가입하도록 권장했다. 그는 도르래와 다리 확장 장치, 스미스 머신을 포함한 여러 가지 운동 기구를 발명했다. 자신의 비디오 시리즈를 제작하는 것 외에도 그는 노인과 장애인에게 운동을 게을리하지 않도록 지도했다.
라랜은 또한 보디빌더로서의 성공과 엄청난 힘의 위업으로 인정을 받았다. 라랜의 죽음을 계기로 아널드 슈워제네거는 라랜이 "전 세계 수십억 명이 더 건강한 삶을 살도록" 영감을 주어 "피트니스의 사도"로 인정했으며, 이전에 캘리포니아주의 주지사로서 그를 주지사의 신체 건강 위원회에 배치했다. 스티브 리브스는 라랜을 날씬한 허리를 유지하면서 근육질의 체격을 만드는 영감으로 꼽았다.
라랜은 캘리포니아 명예의 전당에 입성했으며 할리우드 워크 오브 페임에 별이 하나 있다.